# Prosopodonta
Prosopodonta es un género de escarabajos de la familia Chrysomelidae. El género fue descrito inicialmente en 1858 por Baly. Su distribución incluye Bolivia, Brasil, Colombia, Costa Rica, Ecuador, Panamá, Perú y Venezuela. Contiene las siguientes especies:
- Prosopodonta atrimembris Pic, 1934
- Prosopodonta balyi Weise, 1905
- Prosopodonta bicoloripes Pic, 1934
- Prosopodonta bidentata (Baly, 1858)
- Prosopodonta corallina Weise, 1910
- Prosopodonta cordillera Maulik, 1931
- Prosopodonta costata Waterhouse, 1879
- Prosopodonta deplanata Uhmann, 1927
- Prosopodonta dichroa (Perty, 1832)
- Prosopodonta distincta (Baly, 1885)
- Prosopodonta dorsata (Baly, 1885)
- Prosopodonta fassli Weise, 1910
- Prosopodonta interrupta Weise, 1910
- Prosopodonta irregularis Weise, 1910
- Prosopodonta limbata Baly, 1858
- Prosopodonta montana Uhmann, 1939
- Prosopodonta proxima Baly, 1858
- Prosopodonta punctata Waterhouse, 1879
- Prosopodonta quinquelineata Weise, 1910
- Prosopodonta rufipennis Baly, 1858
- Prosopodonta scutellaris Waterhouse, 1881
- Prosopodonta soror Weise, 1910
- Prosopodonta sulcipennis Weise, 1910
- Prosopodonta sulphuricollis Weise, 1910
- Prosopodonta suturalis (Baly, 1858)
- Prosopodonta tristis Uhmann, 1939